# Kindersanatorium Baronne Lucie Lambert

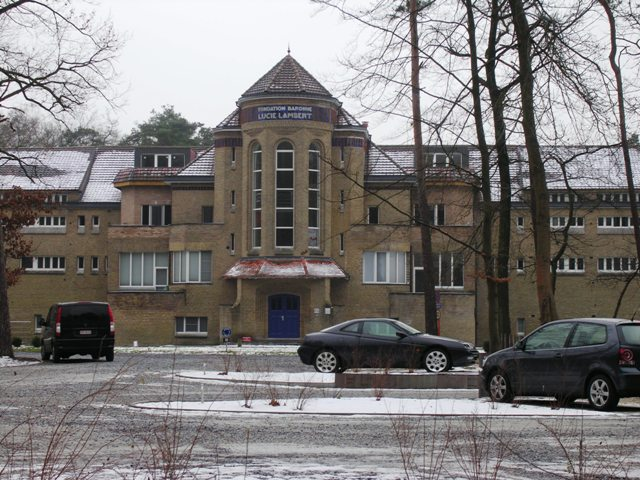
Sanatorium

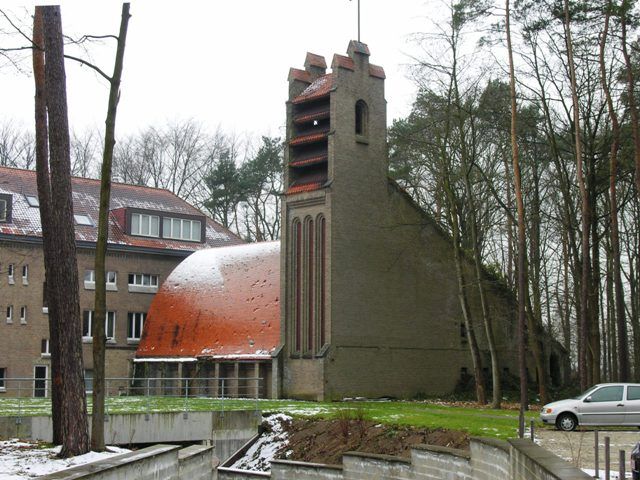
Kapel

Het Kindersanatorium Baronne Lucie Lambert is een voormalig sanatorium ten behoeve van kinderen met tuberculose, in de tot de Vlaams-Brabantse gemeente Halle behorende plaats Buizingen, gelegen aan Kluisbos 41-51.
Het sanatorium, gesitueerd in het Kluisbos, werd gebouwd in 1927 en in 1936 nog aanzienlijk uitgebreid, dit alles naar ontwerp van Henry Lacoste. Het symmetrische complex is gebouwd in art decostijl. Merkwaardig is het golvende dak van de in 1936 bijgebouwde kapel. Ook heeft de kapel een klokkentoren.
In de jaren '80 van de 20e eeuw werd het sanatorium gesloten en in 1989 werd het aangekocht door een projectontwikkelaar. In 2004 werd besloten om het sanatorium om te bouwen tot een rusthuis voor ouderen.